# Felix Schramm
Felix Schramm (* 1970 in Hamburg) ist ein deutscher Bildhauer und Fotograf; er lebt und arbeitet in Düsseldorf. Die künstlerischen Arbeiten Schramms thematisieren die Verschiebung, die der Künstler in verschiedenen bildnerischen Formen innerhalb seines Werks bespricht. Er begreift Skulptur aus ihrer Dialektik heraus, aus der er seine Raumformen (installative Raumintervention, Skulpturen, Collagen) generiert.

## Werk
Nach seinem Studium der Bildhauerei an der Accademia di Belle Arti in Florenz und an der Kunstakademie Düsseldorf bei Jannis Kounellis und Walter Nikkels folgten Studienaufenthalte in Tokyo sowie an der Villa Massimo in Rom. Die Auseinandersetzung mit Raum und Körper hat zu verschiedenen Ansätzen in Felix Schramms bildhauerischem Werk geführt. Der Künstler arbeitet in Werkgruppen, die er durch begriffliche Zuordnung systematisch gliedert.
Die Gruppe „Intersection“ bezeichnet sein plastisches räumliches Werk, mit dem er Setzungen im Raum vornimmt. Diese gliedern sich in die Untergruppen „spatial intersection“ und „corporal intersection“.
„spatial intersection“ umfasst seine Rauminstallationen, die eine Setzung im gegebenen Raum vollziehen und dabei einen Durchbruch in ihm beschreiben: Diese Raumgefüge fallen in das bereits Vorhandene ein und vergegenwärtigen Sichtachsen entlang ihrer Flächen und Raumkanten, die erst durch den Einschub der Elemente aufscheinen. Der Ausstellungsraum wird zum Bildraum. Felix Schramm arbeitet dabei zumeist mit industriell gefertigten Materialien, die aber in seinen raumbildenden Prozessen wie ein organisches Gewächs erscheinen.
„corporal intersection“ beschreibt Körperabformungen aus unterschiedlichen Materialien, die Schramm zum Teil weitermodelliert, oder als Doppelung oder Variation skulptural zusammen führt.
Die Gruppe „Multilayer“ umfasst Collagen aus Fotografien, die Felix Schramm von seinen plastischen Raumarbeiten genommen hat. Das gerissene, fotografische Material erzeugt im Zusammenfügen zweidimensional abstrahierte Bildräume aus Risskanten und Bildflächen. Die „Multilayer“ nehmen Bezug zum räumlichen Werk und operieren zugleich eigenständig auf bildhafter Ebene als Raumkonstruktionen.
Die Gruppe „Accumulation“ bezeichnet Arbeiten, welche unterschiedliche Aspekte der einzelnen Werkgruppen des Künstlers vereint: Verschiedene plastische Techniken Schramms bilden ein räumliches Bezugssystem heraus. Die im Raum frei stehenden Installationen sind umschreitbar und in einer dramaturgischen Abfolge lesbar. Sie wirken als narrativer Organismus, der seinerseits eine Setzung innerhalb des Raumes vornimmt.
Felix Schramm bespricht so in differenzierten bildnerischen Formen die Verschiebung: er betrachtet das Ganze in dessen re-kombinierbaren Teilen, darunter die Achsen, der Riss, die Wölbung, die mögliche Ausrichtung des Blicks, und dahingehend auch – physisch wie sinnbildlich – die Schnittstelle. In Felix Schramms Skulpturen und Installationen wird der Umraum des Objekts als Teil des Raumes gesehen, der das Objekt beschreibt. Schramm erzeugt dabei Ordnungssysteme, die durch die Auflösung der (architektonischen) Ordnung ihre Struktur gewinnen.

## Auszeichnungen
- 2008: Stipendium der Deutschen Akademie Rom Villa Massimo
- 2013: Lothar-Fischer-Preis für Bildhauerei, Museum Lothar Fischer, Neumarkt i. d. Oberpfalz[1]